# Бережной, Иван Михайлович (Герой Социалистического Труда)
Иван Михайлович Бережной (12 октября 1929 год, город Николаевск — 27 ноября 2010 год) — тракторист совхоза «Искра» Кустанайской области, Казахская ССР. Герой Социалистического Труда (1957).
По комсомольской путёвке отправился на освоение целинных земель в Казахстане. Работал трактористом в совхозе «Искра» Кустанайской области. Указом Президиума Верховного Совета СССР от 11 января 1957 года за особо выдающиеся успехи, достигнутые в работе по освоению целинных и залежных земель, и получение высокого урожая удостоен звания Героя Социалистического Труда с вручением ордена Ленина и золотой медали «Серп и Молот».
Скончался в 2010 году.